# Джаннаттазио, Кармен
Кармен Джаннаттазио (итал. Carmen Giannattasio, род. 24 апреля 1975 в Авеллино) — итальянская оперная певица, сопрано.
Училась в консерватории Чимароза в Авеллино и одновременно получала гуманитарное образование в Университете Салерно (диплом по русской и английской литературе). В 1999—2001 училась в школе для молодых оперных певцов (L’Accademia di perfezionamento) в Ла Скала, Милан. В 2002 году она выиграла первый приз (зрительских симпатий) на конкурсе Опералия в Париже.
В 2019 году она дебютировала в театре Сан-Карло в Неаполе в роли Амелии в Бал-маскарад Джузеппе Верди. Под руководством Донато Рензетти, роль, которую в том же году она пела в Гамбургском театре. Первое европейское выступление в роли Тоски   состоялось в Берлине.